# Rzeczniów
Rzeczniów falu Kelet-Közép-Lengyelországban, a Mazóviai vajdaságban. Varsótól és Lublintól 124 km-re fekszik. A faluban általános iskola (Szkoła Podstawowa w Rzeczniowie) és gimnázium (Gimnazjum w Rzeczniowie) is működik.

## Hírességek
- 1775-ben itt született gróf Vécsey Ágoston huszár altábornagy, testőrkapitány.
- 1803-ban itt született Vécsey Károly, előbbi fia, honvéd vezérőrnagy, az aradi vértanúk egyike.

## Történelem
1241-ben a falut is elérte a tatárjárás. Az első világháborúban az oroszok is felbolygatták a települést.